# Kamaitachi (duo comique)
Pour les articles homonymes, voir Kamaitachi.
Récompenses
2017 Vainqueurs du King of Conte
Kamaitachi (かまいたち, nom d'une créature mythique japonaise) est un duo comique japonais (owarai konbi) composé de Kenji Yamauchi et Ryûichi Hamaya. Il fait partie de l'une des principales agences de divertissement au Japon, Yoshimoto Kogyo.
Le duo a été formé en 2004 et s'appelait « 鎌鼬 » (kanjis de Kama et Itachi) jusqu'au 28 avril 2009.
Les deux humoristes ont remporté le tournoi « King of Conte » de 2017 et ont fini 4e (2017) et 2e (2019) au « Grand Prix M-1 ».

## Membres
Kenji Yamauchi (山内 健司) est né le 17 janvier 1981 à Matsue, dans la préfecture de Shimane. Il occupe aussi bien le rôle du tsukkomi que celui du boke, et écrit la totalité des sketches.
Ryûichi Hamaie (濱家 隆一) est né le 6 novembre 1983 dans l'arrondissement de Higashiyodogawa, à Osaka. Tout comme son confrère, il est aussi bien tsukkomi que boke.

## Style d'humour
Le duo maîtrise aussi bien l'art du manzai que celui du konto, et obtient de très bons résultats aux tournois King of Conte et Grand Prix M-1.

## Récompense
- 2017 : King of Conte

## Pages associées
- Duo comiques japonais
- Manzai
- Owarai
- Yoshimoto Kyogyo